# 楊宇騰YU
YU（ヤン・ユータン・ユー、1995年〈平成7年〉1月3日 - ）またはYU（ユー）（本名まるやまゆうすけ）台湾及び日本のシンガーソングライター・俳優。

## 来歴
母から中国語を身に着けて欲しいとの希望もあり、大学進学を機に母方の祖母が住む台湾へ渡る。2016年campus collection （日本）に参加したことがきっかけとなり、2018年現地で芸能事務所の研修生となる。語学・芝居・音楽を学び、2020年8月発売のEP「我的夜無所事事」、ミュージシャンとしてデビューした、2021年1月　WeTV、RakutenTVで同時配信されたwebドラマ「We Best Love 永遠の1位」「We Best Love 2位の反撃」にてW主役のひとりであるジョウ・シューイー（周書逸）役を務め、初主演でドラマデビュー。デビュー1周年である2021年8月12日にアミューズと専属契約を結び、日本での活動も開始すると発表された。実践大学餐飲管理学科、世新大学公關廣告大学院在籍中。

## 活動

### 音楽活動

#### 楽曲制作
2nd EP収録曲『懐疑愛』は14才のときに上海へ留学したときの苦しかった記憶、『天使鳥鴉』は台湾でデビューを夢見てもがいていた自分の思い出を元に作詞をした。また、『懐疑愛』では作詞を、『天使鳥鴉』では作詞・作曲をYU本人が行った。曲を思いついたら、携帯に入力したり録音したりしている。

#### 円盤化作品
|         | 発売日    | タイトル        | 収録曲                                              | 規格                                                             | 規格品番    | 最高位   | 備考 |
| ------- | --------- | --------------- | --------------------------------------------------- | ---------------------------------------------------------------- | ----------- | -------- | ---- |
| 1st     | 2020.8.12 | 我的夜無所事事  | Follow 水藍色情人（Blue Lover）                     | CD＋写真集 （32pブックレット）                                   | HKOC2020001 | 7位      | EP   |
| 2nd     | 2021.9    | 邃宇 Dark Wings | 懷疑愛（Doubt about love） 天使鳥鴉（Fallen Angel） | CD＋写真集 （38pブックレット＋YUストーリーブック＋フォトカード） | HKOC2021001 | 4位      | EP   |
| 日本1st | 2024.2.21 | aitowa          | 心鏡・アシアト・梅雨のち晴れ・夢中・19              | CD＋2024年度カレンダー （歌詞カード＋フォトカード）              | YAYU-0002   | 5位 17位 | EP   |

#### デジタル作品
| 配信日     | タイトル                                  | 規格                                  | 備考                                                   |
| ---------- | ----------------------------------------- | ------------------------------------- | ------------------------------------------------------ |
| 2022.2.14  | 天使鳥鴉ピアノバージョン（抒情鋼琴版）    | デジタル・ダウンロード ストリーミング | YU＋バンドの楊律之 Kenがピアノ演奏とアレンジを担当した |
| 2022.8.5   | 心鏡（Mirror in the heart）               | デジタル・ダウンロード ストリーミング | 自身初となる日本語楽曲。作詞を担当 最高位17位          |
| 2023.1.3   | アシアト（Footprints）                    | デジタル・ダウンロード ストリーミング | 2曲目となる日本語楽曲。作詞を担当                      |
| 2023.8.12  | 梅雨のち晴れ（Sunshine after rainy days） | デジタル・ダウンロード ストリーミング | 3曲目となる日本語楽曲。作詞を担当                      |
| 2023.11.1  | 夢中（Crazy about）                       | デジタル・ダウンロード ストリーミング | 4曲目となる日本語楽曲。                                |
| 2023.12.24 | 19（nineteen）                            | デジタル・ダウンロード ストリーミング | 5曲目となる日本語楽曲。                                |

#### 映像作品

##### ミュージック・クリップ
| 配信日     | 楽曲名                                 | 媒体    | 備考                     |
| ---------- | -------------------------------------- | ------- | ------------------------ |
| 2020.8.3   | Follow                                 | YouTube | 楊宇騰YU YouTube Channel |
| 2020.9.1   | 水藍色情人 Blue Lover                  | YouTube | 楊宇騰YU YouTube Channel |
| 2021.9.1   | 懷疑愛 Doubt about love                | YouTube | 楊宇騰YU YouTube Channel |
| 2021.10.4  | 天使鳥鴉 Fallen Angel                  | YouTube | 楊宇騰YU YouTube Channel |
| 2022.2.14  | 天使鳥鴉 Fallen Angel Piano Version    | YouTube | 楊宇騰YU YouTube Channel |
| 2022.9.7   | 心鏡 Mirror in the heart               | YouTube | 楊宇騰YU YouTube Channel |
| 2023.4.1   | アシアト Footprints                    | YouTube | 楊宇騰YU YouTube Channel |
| 2023.8.12  | 梅雨のち晴れ Sunshine after rainy days | YouTube | 楊宇騰YU YouTube Channel |
| 2023.11.1  | 夢中 Crazy about                       | YouTube | 楊宇騰YU YouTube Channel |
| 2023.12.24 | 19 nineteen                            | YouTube | 楊宇騰YU YouTube Channel |

##### ライブ
| 開催日     | ライブ名称                                         | 開催場所   | 備考                   |
| ---------- | -------------------------------------------------- | ---------- | ---------------------- |
| 2020.10.11 | 楊宇騰首場朋友交流會（ファンミーティング）         | NUZONE     | 台北市                 |
| 2020.11.27 | ライブ                                             | 後台珈琲   | 台北市                 |
| 2021.5.9   | 「水藍色情人」YouTube視聴回数100万回突破記念ライブ | オンライン | WeTV YU Online Concert |
| 2022.1.3   | YU’s BirthdayParty                                 | NUZONE     | KKTIXオンライン        |

#### ドラマ
- We Best Love 永遠の1位/2位の反撃 WeTV・RakutenTVにて配信（2021年1月8日 - 4月9日、S1・S2ともに6話＋番外編）主演（W主演）- 周書逸（ジョウ　シューイー） 役
- 地獄里長（2023年7月8日、瞿友寧監督作品）- 殺し屋 役（友情出演）
  - 2022年4月13日に台北金馬映画祭2022（Taipei Golden Horse Film Festival2022）にて第1話～第3話が特別上映され、舞台挨拶・フォトセッションに参加登壇したが、この時には本人出演部分は上映されなかった。
- 祈りのカルテ 研修医の謎解き診察記録（2022年10月8日 - 12月17日、日本テレビ） - 研修医・谷川聖人 役[5][6]
- 何曜日に生まれたの（2023年8月6日 - 10月8日、朝日放送テレビ・テレビ朝日） - 雨宮純平 役[7]
- ギークス 〜警察署の変人たち〜（2024年9月5日、フジテレビ）第9話- 一ノ瀬礼央 役

#### 映画
- 尋秦記　　制作：古天樂（2019年公開日未定）
- みーんな、宇宙人。（2024年6月7日公開）- リュウ 役[8]

#### バラエティー番組
- WBL Boy’s Vacation 微波爐男孩的假期　WeTVにて配信（2021年11月12日 - 12月31日　全8話）
- YU's LOOSE DAYOFF【スノーボード編】　Amuse∔にて配信（2023年5月5日）
- YU's LOOSE DAYOFF【ウェイクボード編】　Amuse∔にて配信（2023年6月24日）
- YU's LOOSE DAYOFF【乗馬編】　Amuse∔にて配信（2024年4月4日）

#### 配信ドラマ
- 10年前の放課後〜拳と拳の戦い〜編（2023年9月3日、TVer・ABEMA） - 雨宮純平 役[9]
- MALICE（2023年9月14日 - 、U-NEXT） - 松岡哲也 役[10]

#### 映像作品
| 発売日     | タイトル                           | 仕様               | 備考   |
| ---------- | ---------------------------------- | ------------------ | ------ |
| 2021年9月  | We Best Love                       | ブルーレイ・DVDBOX | 日本版 |
| 2021年10月 | We Best Loveディレクターズカット版 | ブルーレイ・DVDBOX | 台湾版 |

### CM・タイアップ
- 2017年　　　遊戲橘子「馭時之輪」（CM出演）
- 2020年8月 　遠傳電信（CM出演）
- 2021年6月 　EASTICE LOCK×YU HEART 限定発売
- 2021年8月　 EASTICE （中国にてCM放送、ニューヨークにてビルボード掲出）
- 2021年9月
  - EASTICE  LOCK×YU HEART2.0 発売
  - Whiteasy雪肌丸（中国にてCM放送）
  - otimo skincare Be YU　アンバサダー
- 2022年9月
  - otimo skincare　Be YU vol.2　アンバサダー

### モデル
- K-Fashion Digital Festival (台湾）2021.4.15　ランウェイの後、『水藍色情人』を歌唱した。
- TAIPEI FASHION WEEK（台湾）2021.10.10　台北市中の地下鉄を会場に行われた。
- Rakuten GirlsAward2023 AUTUMN/WINTER（日本）　2023.9.30　幕張メッセで開催された。
- Harper's BAZAAR 10th Anniversary Event（日本）2023.10.18

### その他の活動

#### 書籍
| 種別   | 発売日         | タイトル                                  | ISBN                                              | 発行     | 最高位 |
| ------ | -------------- | ----------------------------------------- | ------------------------------------------------- | -------- | ------ |
| 写真集 | 2021年4月22日  | 楊宇騰YU 1st寫真集：Half                  | 9789865244750                                     | 台灣角川 | 6位    |
| 写真集 | 2021年12月22日 | Half YU 1st photo book 日本版             | 9784041119488                                     | KADOKAWA | 10位   |
| 写真集 | 2022年2月      | Half YU 1st photo book デジタル版         |                                                   |          |        |
| 写真集 | 2022年10月19日 | 楊宇騰YU 2nd寫真集：LIGHT&SHADOW 光影之間 | 9786263219106 （通常版） 4711289612094 （特装版） | 台灣角川 |        |

| 種別   | 発売日        | タイトル                                         | ISBN          | 発行         | 最高位 |
| ------ | ------------- | ------------------------------------------------ | ------------- | ------------ | ------ |
| 写真集 | 2021年3月3日  | 永遠的第1名：WBL1寫真書                          | 9789571093550 | 尖端（台湾） | 4位    |
| 写真集 | 2021年4月15日 | 第2名的逆襲：WBL2寫真書                          | 9789571099903 | 尖端（台湾） | 3位    |
| 写真集 | 2021年12月7日 | 微波爐男孩的假期 別様旅行紀實 WBL Boy’s Vacation | 9786263162815 | 尖端（台湾） |        |

#### NFT
2022年11月 「邃宇 Dark Wings」NFT版限定発売（限定222） 懐疑愛（Doubt about love）・天使鳥鴉（Fallen Angel）
MV未公開写真 収録

#### イベント
| 開催日              | イベント名称                                                     | 開催場所           | 備考 |
| ------------------- | ---------------------------------------------------------------- | ------------------ | --- |
| 2021.5.8            | 楊宇騰YU １ｓｔ写真集「Half」発売記念イベント                    | 台北市             | コロナの流行により中止 |
| 2021.12             | 「Half YU 1st photo book」パネル展                               | 東京・渋谷         | HMV&BOOKS SHIBUYAにて開催 |
| 2022.1.28           | 「Half YU 1st photo book」購入者特典イベント                     | オンライン         | 日本語で開催。システムの都合上、抽選で450名のみ                                                                                                |
| 2022.3.19           | カレンダー発売記念「1対1ビデオ通話会」                           | ZOOM               | 1人60秒。当選者10名のみ |
| 2022.5.8            | 楊宇騰YU １ｓｔ写真集「Half」発売記念イベント                    | 新北市             | 2021年に中止となったサイン会のリベンジ開催。公式IG・公式weiboでライブ中継された                                                                |
| 2022.8.12 2022.8.13 | 「YU Japan 1st Anniversary Event～THIS IS YU～」                 | 東京・恵比寿       | 日本デビュー1周年を記念した日本初となるファンイベント                                                                                          |
| 2022.12.25          | otimo Be YU 聖誕茶會                                             | 台北市             | 特定期間中に対象商品を購入した消費者の中から抽選で20名が招待された                                                                             |
| 2022.12.31          | 台南好Young2023 跨年晩會                                         | 台南市             | 自身初となる野外ライブ（カウントダウンライブ）                                                                                                 |
| 2023.1.2～1.5       | 「楊宇騰YU寫真集×黄中平：光影之間」テーマ写真展                  | 台北市             | 開催場所：文化大學推廣教育部特展區・大夏藝廊 1.2 写真展会場にて写真集サイン会開催 写真展会期中、ファンによるファンアートの展示も同時開催された |
| 2023.2.4            | 「YU 1st in Korea Best Love Fan Meeting」                        | ソウル             | 韓国で初めてのファンミーテイング。オンラインでも配信された。                                                                                   |
| 2023.2.24・25       | YU Calendar2023.4-2024.3「THE GLOBETROTTER」発売記念イベント     | 東京・名古屋・大阪 | カレンダー発売を記念した「お渡し会・2ショット撮影会」のリアルイベント                                                                          |
| 2023.8.12           | 「YU JAPAN 2nd Anniversary Streaming Talk Event ～THIS IS YU～」 | オンライン         | 日本デビュー2 周年、台湾デビュー3周年を記念した、配信トークイベント                                                                            |
| 2024.1.7-8          | 「YU JAPAN 29th Birthday Event ～THIS IS YU～」                  | 横浜市             | 開催場所：ランドマークホール 29歳の誕生日を記念したバースデーイベント                                                                          |
| 2024.2.24・25       | YU EP＋Calendar「aitowa」発売記念イベント                        | 東京・名古屋・大阪 | 日本1stEP＋Calendar『aitowa』発売を記念した「お渡し会・2ショット撮影会」のリアルイベント                                                       |

## 雑誌・記事
- 日刊スポーツ『台湾ブレイクYUターン、日本へ』、 2021年8月12日
- awesome!スペシャルインタビュー（前編）、2021年9月14日
- awesome!スペシャルインタビュー（後編）、2021年9月15日
- model press ＜楊宇騰YUインタビュー＞アジア再注目美男子の素顔に迫る、2021年9月14日
- 明潮M'INT10月号(台湾)、2021年10月
- anan2272号(11月3日号)（日本）、2021年10月
- VOCE 11月号國際中文版（台湾）、2021年11月
- marie claire　2月号（台湾）、2022年1月
- anan2304号(6月29日号）(日本）、2022年6月
- ananBeauty＋【WEB限定インタビュー】、2022年6月25日
- model press “アジア注目美男子”YU、日本初のファンイベント決定　日本デビュー1周年「やっと日本のファンの皆様に会うことができる」、2022年7月4日
- NYLON JAPAN GLOBAL ISSUE VOL.02(日本)、2022年7月21日
- awesome!Plus vol.12（日本）、2022年8月8日[注釈 19]
- model press “アジア注目美男子”YU、初の日本楽曲「心鏡」決定　ラブソングに初挑戦(日本)、2022年7月20日
- model press “アジア注目の美男子”YU、日本初ファンイベント ギター弾き語り・ファンサービス満載で感謝届ける(日本)、2022年8月13日
- awesome! YU 日本初のファンイベント「YU Japan 1st Anniversary Event～THIS IS YU～」を開催！(日本)、2022年8月13日
- SODA 2022年11月号（日本）、2022年9月22日 　紙書籍・電子書籍版
- NYLON JAPAN　「365 ANNIVERSARY」（日本）、2022年10月2日・8日・10日・15日・18日・24日・26日・30日[注釈 20]
- awesome!　ドラマ「祈りのカルテ 研修医の謎解き診療記録」インタビューVol.1・Vol.2（日本）、2022年10月7日・11月11日
- SCREEN+Plus　「素直に嬉しい・”頑張らないとな”という想いでいっぱいです」（日本）、2022年10月8日
- +act 2022年11月号（日本）、2022年10月12日
- SCREEN+Plus vol.81（日本）、2022年10月14日
- マイナビニュース　台湾から念願の日本ドラマ初出演、YUが目指す「僕ならではの活動」（日本）、2022年10月15日
- TVガイドWeb　「谷川がふと見せる温かみのある表情を大事に演じたい」（日本）、2022年10月15日
- JUNON 12月号（日本）、2022年10月21日　紙書籍・電子書籍版
- awesome! vol.55（日本）、2022年10月24日
- TVガイド 11/4号（日本）、2022年10月26日
- デジタルTVガイド2022年12月号増刊ドラマコンプリート2022秋（日本）、2022年10月31日
- アエラスタイルマガジン vol.53（日本）、2022年11月7日
- TV Life 11/25号（日本）、2022年11月9日　紙書籍・電子書籍版
- NYLON JAPAN GLOBAL ISSUE 03（日本）、2022年11月11日 紙書籍・電子書籍版
- SODA 2023年1月号（日本）、2022年11月22日 　紙書籍・電子書籍版
- FAST　FEATURE（日本）、2022年11月25日
- FAST　台湾と日本でのグローバルな活動を支える、食と睡眠の大切さ（日本）、2022年11月26日
- aweome!Plus Vol.15(日本）、2022年12月15日[注釈 21]
- SPUR 2023年2月号(日本）、2022年12月21日　紙書籍・電子書籍版
- ViVi 2023年2月号（日本）、2022年12月21日  紙書籍・電子書籍版[注釈 22]
- Harper's BAZAAR　「FOOD DIARIES」（日本）、2022年12月26日　WEB記事・Harper's BAZAAR公式YouTube Channel
- Tokyo Weekender's Jan-Feb 2023（日本)、2023年2月10日 Web記事,紙書籍[注釈 23]
- TAIKER Magazine ISSUE14(台湾)、2023年4月8日
- CYAN MAN ISSUE 05 SUMMER 2023(日本)、2023年5月30日
- awesome! Vol.60(日本)、2023年7月27日
- awesome! Plus Vol.19(日本)、2023年8月8日[注釈 24]
- ＋act.-visual interview magazine2023年10月号(日本)、2023年9月12日
- awesome! Vol.62(日本)、2023年9月29日
- 週刊TVガイド10/13号(日本)、 2023年10月4日
- awesome! Plus Vol.21(日本)、2023年10月10日
- AERA STYLE MAGAZINE　Vol.55(日本)、2023年11月7日
- awesome! Plus Vol.22(日本)、2023年11月13日
- Harper's BAZAAR 1・2月合併号(日本)、2023年11月20日
- awesome! Plus Vol.23(日本)、2023年12月13日
- MG NO.21(日本)、2024年1月31日
- awesome! Plus Vol.25(日本)、2024年2月21日[注釈 25]
- TVガイドAlpha特別編集EPISODE ASIA(日本）、2024年3月22日